# Gamasiphoides leptogenitalis
Gamasiphoides leptogenitalis är en spindeldjursart som beskrevs av Wolfgang Karg 1993. Gamasiphoides leptogenitalis ingår i släktet Gamasiphoides och familjen Ologamasidae. Inga underarter finns listade i Catalogue of Life.